# Basava
Basava o Basavanna (segle XII, Sud de l'Índia) va ser un reformador religiós hindú, professor, teòleg i poeta. També va ser administrador del tresor reial del rei de la dinastia Kalachuri, Bijjala I. Basava és l'objecte de la Basava-purana, un dels textos sagrats de la secta hindú Lingayat. No obstant això, l'erudició moderna que es basa en evidència històrica com les inscripcions de Kalachuri afirmen que Basava va ser el poeta filòsof que va reviure, refinar i energitzar una tradició ja existent.
El Basavarajadevara Ragale (13 de les 25 seccions estan disponibles) del poeta kannada Harihara (c.1180) és el relat més antic disponible sobre la vida del reformador social i es considera important perquè l'autor va ser un contemporani proper del seu protagonista. Un relat complet de la vida i les idees de Basava es narren en un text sagrat en telugu del segle xiii, el Basava Purana de Palkuriki Somanatha.
Basava va difondre la consciència social a través de la seva poesia, coneguda popularment com Vachanaas. Va rebutjar la discriminació social o de gènere, les supersticions i els rituals, però va presentar el collaret Ishtalinga , amb una imatge del Shiva Liṅga a cada persona, independentment del seu naixement, per ser un recordatori constant del bhakti (devoció) d'un. a Shiva. Com a ministre principal del seu regne, va presentar noves institucions públiques com l'Anubhava Mantapa (o el saló de l'experiència espiritual), que va donar la benvinguda a homes i dones de tots els orígens socioeconòmics per discutir qüestions espirituals i mundanes de la vida, de forma oberta.

## Biografia

### Primers anys de vida
Basavanna va néixer el 1105 dC a la ciutat de Basavan Bagewadi, a la part nord de Karnataka, en una família brahmana kannada dedicada a la deïtat hindú Xiva. Va ser batejat Basava, una forma kannada del sànscrit Vrishabha en honor del toro Nandi (portador de Xiva) i de la tradició xivaista local.

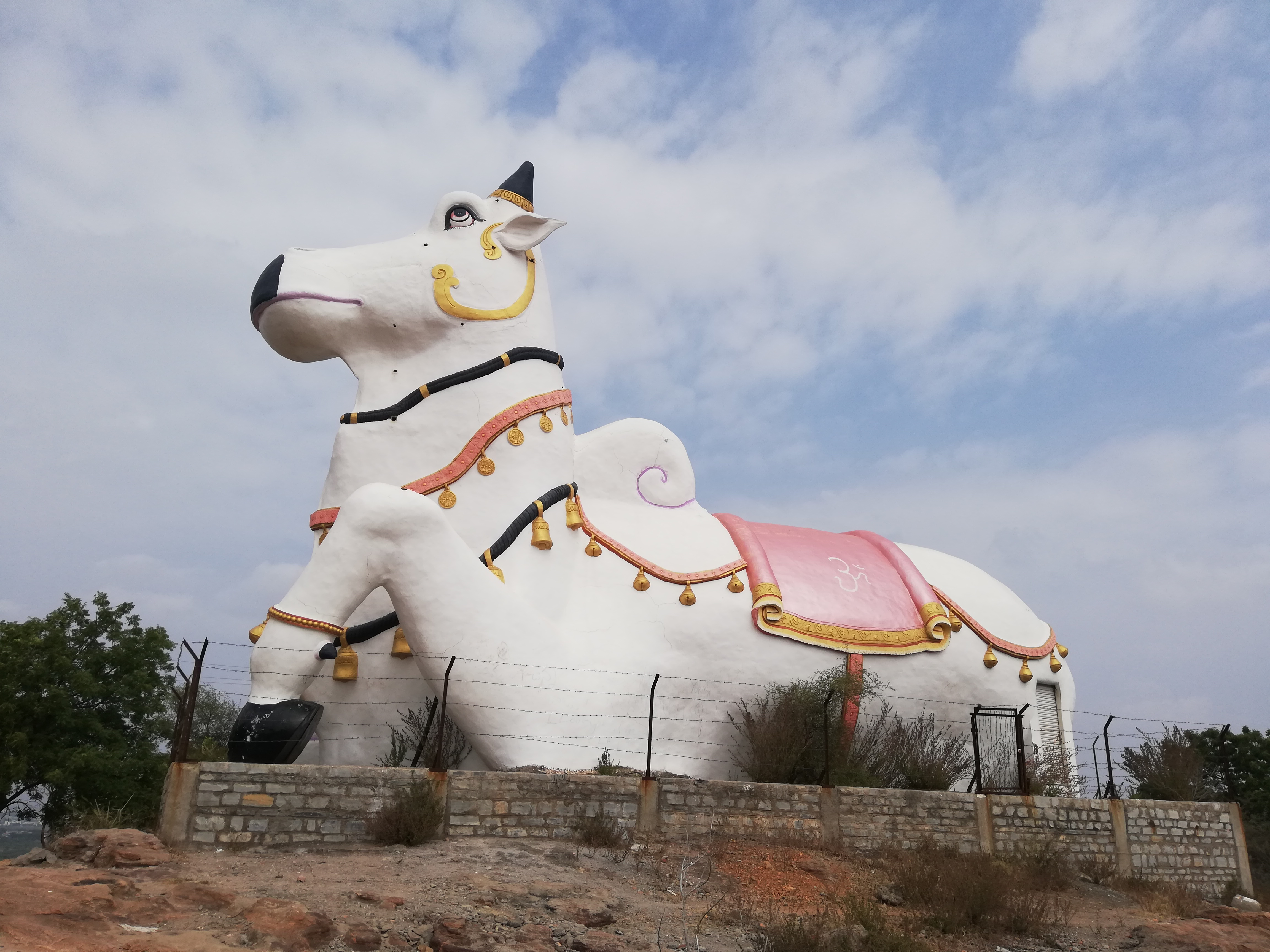
Ídol Basava (Kurnool).

Basavanna va créixer a Kudalasangama (nord-oest de Karnataka), a prop de les ribes dels rius Krixna i el seu afluent Malaprabha. Basava va passar dotze anys estudiant al temple hindú de la ciutat de Kudalasangama, a Sangameshwara, aleshores una escola d'aprenentatge xivaïsta, probablement de la tradició Lakulisha-Pashupata.

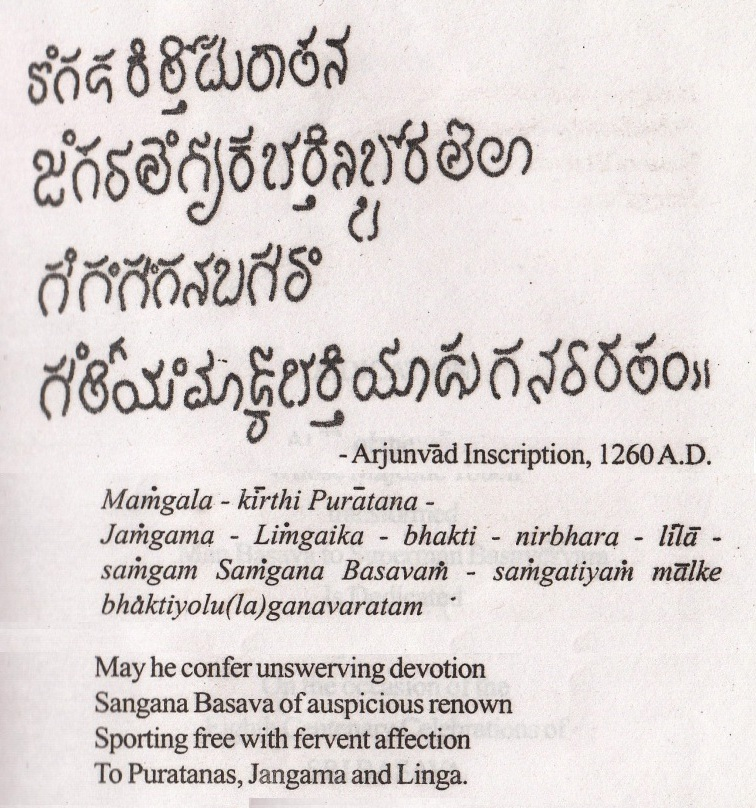
Inscripció d'Arjunavad del rei Seuna Kannara, datada l'any 1260 dC, relacionada amb Basava i els seus detalls familiars. Noms referències Basavaraj i Sangana Basava.

Basavanna es va casar amb Gangambike, un cosí del costat de la seva mare. El seu pare era el primer ministre provincial de Bijjala, el rei Kalachuri. Va començar a treballar com a comptable a la cort del rei. Quan va morir el seu oncle matern, el rei el va convidar a ser primer ministre. El rei també es va casar amb una germana de Basava anomenada Nagamma.
Com a ministre en cap del regne, Basavanna va utilitzar el tresor estatal per iniciar reformes socials i el moviment religiós es va centrar en la reactivació del xivaïsme, reconeixent i apoderant els ascetes que eren anomenats Jangamas. Una de les institucions innovadores que va posar en marxa al segle XII va ser l'Anubhava Mantapa, una reunió pública, que va atreure homes i dones de diversos àmbits de la vida, des de terres llunyanes, per discutir obertament sobre qüestions espirituals, econòmiques i socials del dia a dia.
Va compondre poesia en la llengua local i va difondre el seu missatge a les masses. Els seus ensenyaments i versos c
om Káyakavé Kailása (El treball és el camí cap a Kailash - felicitat, cel o El treball és culte) es van fer populars.

## Llegat i influència

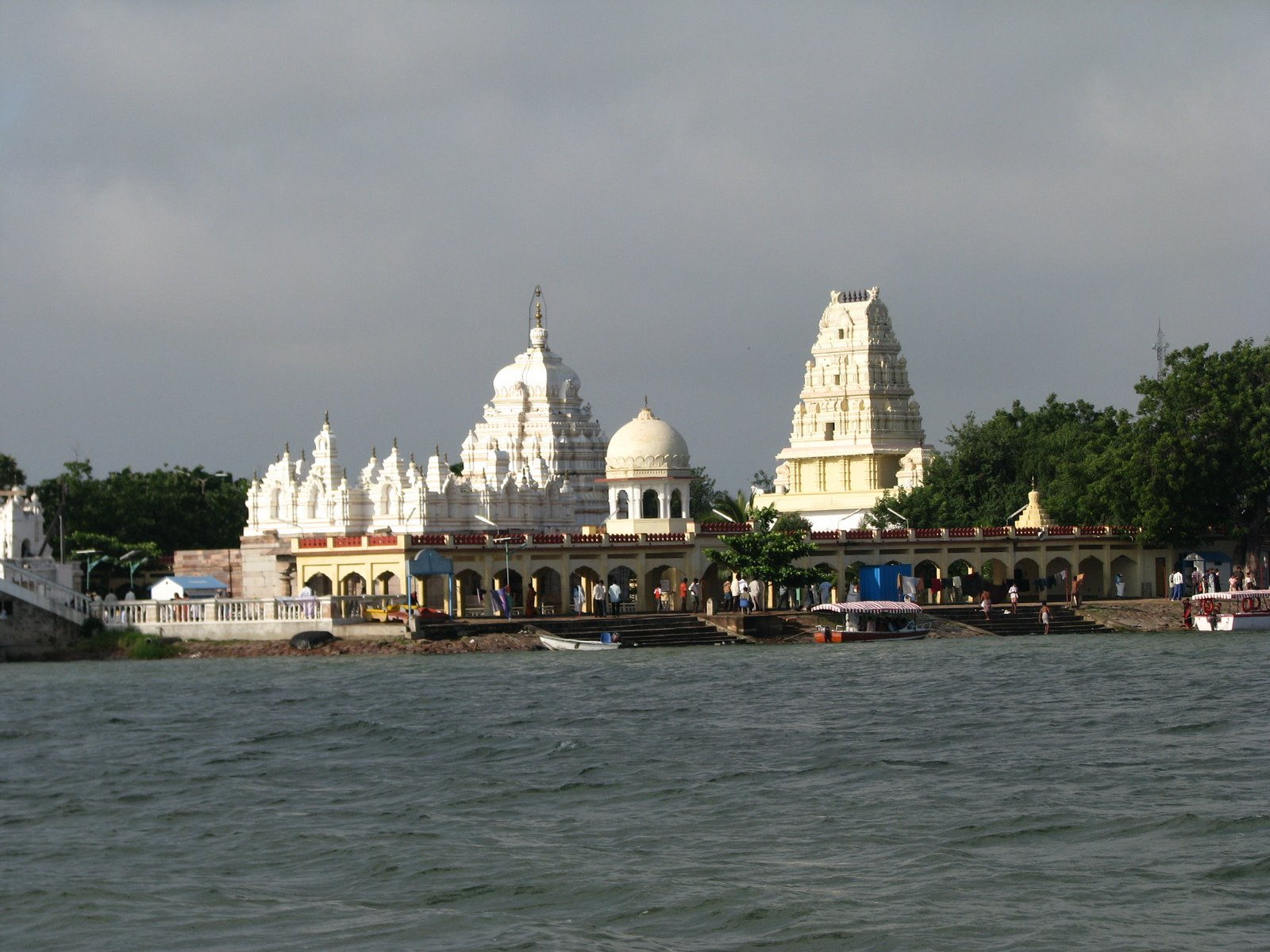
Kudala sangama al districte de Bagalkot, on es troba el samadhi de Basava.

L'erudició moderna que es basa en proves històriques com les inscripcions de Kalachuri afirmen que Basava va ser el poeta-filòsof del segle XII que va reviure i dinamitzar una tradició ja existent. La comunitat que va ajudar a formar també es coneix com els Sharanas. La comunitat es concentra en gran part a Karnataka, però ha emigrat a altres estats de l'Índia així com a l'estranger. Cap a finals del segle xx, Michael calcula que una sisena part de la població de l'estat de Karnataka, o uns 10 milions de persones, eren Veerashaiva Lingayat o de la tradició defensada per Basava. Veerashaiva Lingayat constitueix al voltant del 17% de la població de Karnataka i domina 100 de 223 circumscripcions. Dels 23 primers ministres que tenia Karnataka des de 1952, 10 eren de la comunitat Lingayat.

### Reforma social

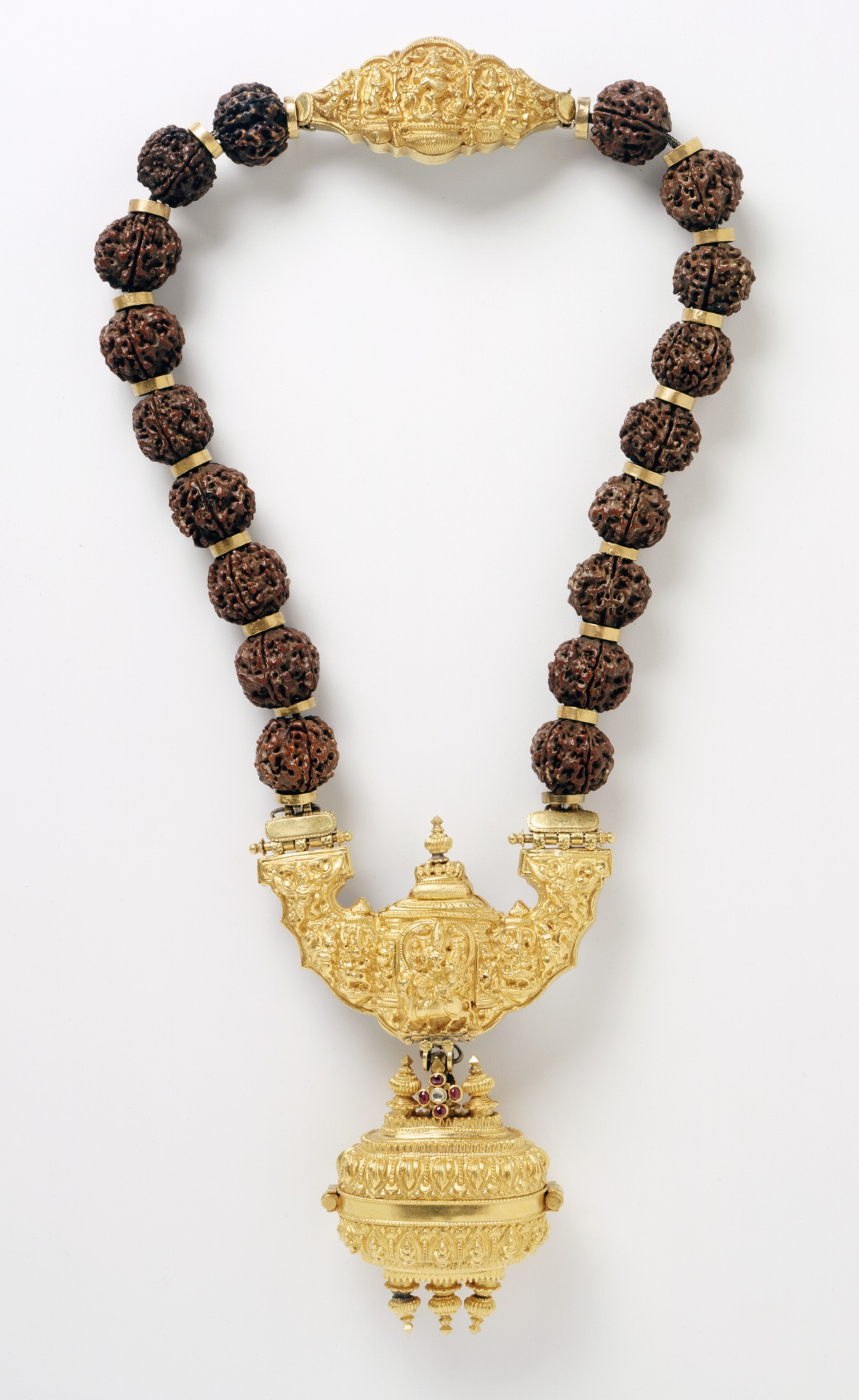
Els devots de la tradició defensada per Basava porten un collaret amb penjoll que conté el símbol linga de Shiva. Les perles de Rudraksha (mostrades a dalt) i Vibhuti (cendra sagrada al front) són altres recordatoris dels propis principis de fe.

Basava va ensenyar que tots els éssers humans eren iguals, independentment de la casta, i que totes les formes de treball manual eren igual d'importants. Michael afirma que no va ser el naixement, sinó el comportament el que va determinar un veritable sant i Shaiva bhakta segons la visió de Basava i la comunitat Sharanas. Aquesta, escriu Michael, també era la posició de l'home del sud de l'Índia, que era el comportament, no el naixement el que determina l'home veritable. Una diferència entre els dos va ser que Sharanas va donar la benvinguda a qualsevol persona, sigui quina sigui l'ocupació en què hagués nascut, per convertir-se i tornar a néixer a la família més gran de devots de Xiva i després adoptar qualsevol ocupació que ell o ella volgués. Basava va insistir en l'ahimsa o la no-violència i va condemnar amb vehemència totes les formes de sacrificis, humans o animals.

### Síntesi de diverses tradicions hindús
A Basava se li atribueix la unió de diverses tendències espirituals durant la seva època. Jan Peter Schouten afirma que el Virashaivisme, el moviment defensat per Basava, tendeix al monoteisme amb Shiva com a divinitat, però amb una forta consciència de la unitat de la Realitat Ultima. Schouten anomena això com una síntesi de les tradicions Vishishtadvaita de Ramanuja i Advaita de Shankara, anomenant- la Shakti-Vishishtadvaita, és a dir, monisme fusionat amb creences Shakti. El progrés espiritual d'un individu és vist per la tradició de Basava com un Satsthalasiddhanta de sis etapes, que evoluciona progressivament l'individu a través de la fase del devot, a la fase del mestre, després a la fase del receptor de la gràcia, després Linga en l'alè vital (déu habita en la seva ànima), la fase de rendició (consciència de no distinció entre déu i ànima, jo), fins a l'última etapa de la unió completa de l'ànima i déu (alliberament, mokxa). L'enfocament de Basava és diferent d’Adi Xankara, afirma Schouten, ja que Basava emfatitza el camí de la devoció, en comparació amb l'èmfasi de Shankara en el camí del coneixement, un sistema de filosofia monista Advaita àmpliament discutit a Karnataka en l'època de Basava.
Jessica Frazier et al. afirmen que Basava va establir les bases d'un moviment que unia la pràctica vèdica amb la pràctica tàntrica i el monisme advaitic amb el devocionalisme bhakti efusiu.

### Icones i símbols

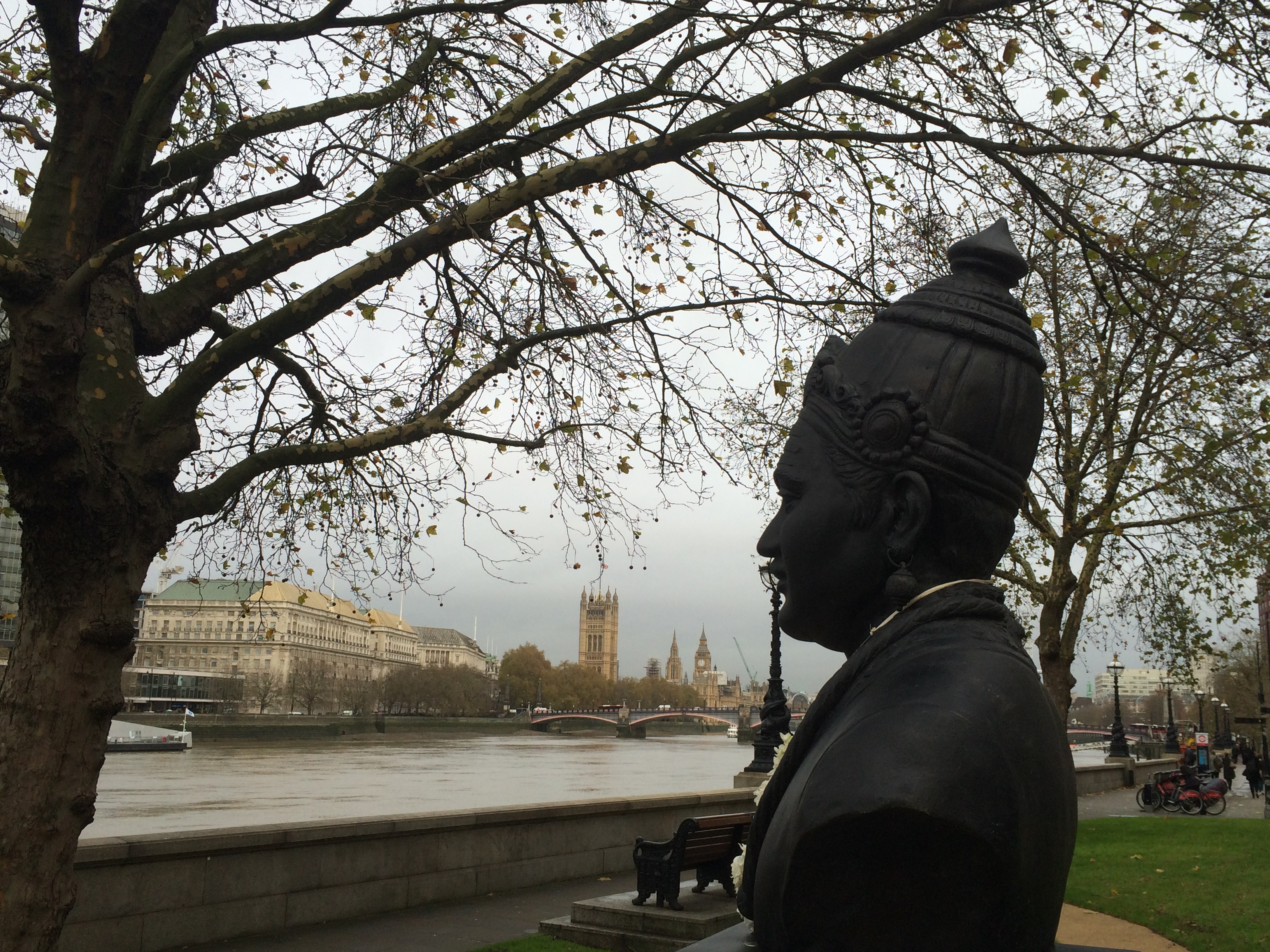
El bust de Basava, descobert a Londres el 2015, de cara al Parlament del Regne Unit

Basava va defensar l'ús d'Ishtalinga, un collaret amb penjoll que conté un petit Xiva Linga. Va ser impulsat per la seva realització; en un dels seus Vachanas diu Arive Guru, que vol dir que la pròpia consciència és el seu mestre. Molts Vachanakaras contemporanis (persones que han escrit Vachanas) l'han descrit com Swayankrita Sahaja, que significa fet a si mateix.